# Morainvilliers
Morainvilliers – miejscowość i gmina we Francji, w regionie Île-de-France, w departamencie Yvelines.
Według danych na rok 1990 gminę zamieszkiwały 1614 osoby, a gęstość zaludnienia wynosiła 223 osób/km² (wśród 1287 gmin regionu Île-de-France Morainvilliers plasuje się na 533. miejscu pod względem liczby ludności, natomiast pod względem powierzchni na miejscu 535.).